# ドア郡 (ウィスコンシン州)
ドア郡（ドアぐん、Door County）は、アメリカ合衆国ウィスコンシン州北東端に位置する郡。五大湖の1つ、ミシガン湖に突き出るドア半島のほぼ全域を郡域とする。人口は27,785人（2010年国勢調査）。郡庁所在地および郡の最大都市はスタージョンベイ（人口9,144人）である。ドア郡は夏の観光地・避暑地となっており、特にウィスコンシン州内他地域やイリノイ州、ミネソタ州の住民が多く訪れる。
郡名はドア半島と、その北東に浮かぶワシントン島との間の海峡に因んでいる。この海峡は狭く、またドア半島とアッパー半島に挟まれた狭いグリーン湾がミシガン湖本体に合流する水域であることから潮流が複雑で、この地に古くから住んでいたネイティブ・アメリカン、および18世紀のフランス人探検家の両方にとって、危険な水域として知られていた。そのため、この海峡はフランス人探検家からPorte des Morts（死の扉）と呼ばれるようになり、そこから郡の名がドア郡とつけられた。

## 歴史
ドア半島にはおよそ11,000年前から人類が住み着いていた。ドア半島北部のニコレット・ベイ・ビーチには古代の村の遺跡があり、その出土品は紀元前400年のものまでさかのぼる。この地では1300年頃まで、先住民による様々な文化が興っていたと考えられている。しかし、1830年に調印されたインディアン移住法により、19世紀中盤以降、それまでこの地に住み着いていたネイティブ・アメリカンはドア半島からの移出を余儀なくされた。
18世紀後半に入ると、ドア半島付近にもヨーロッパ人探検家がやってくるようになった。この頃ドア半島近辺を航行していたフランス人探検家は、半島とワシントン島との間の狭い海峡で難破が相次いだことから、この狭い海峡を「死の扉」を意味するPorte des Mortsと名付けた。やがて1835年、ニューヨーク州出身のスコットランド系移民の子、インクリース・クラフリンがドア半島に移入し、ドア郡における最初の白人入植者となった。1850年代には、ドア郡にはノルウェー系やベルギー系が移入してきた。特に後者はドア郡、および近隣のブラウン郡・ケワニー郡にまたがって、全米最大級のワロン系集住地域を形成するに至った。
1872年、グリーン湾とミシガン湖本体とをスタージョン湾を経由して結ぶスタージョンベイ運河の建設が始まった。この運河は不況による3年間の休止をはさんで、着工から9年後の1881年に完成した。この運河の完成により、ドア半島とワシントン島との間の危険な海峡を避けた安全な航路が確立され、またグリーンベイとミルウォーキー・シカゴ方面との航路が大幅に短縮された。

## 地理

### 地形

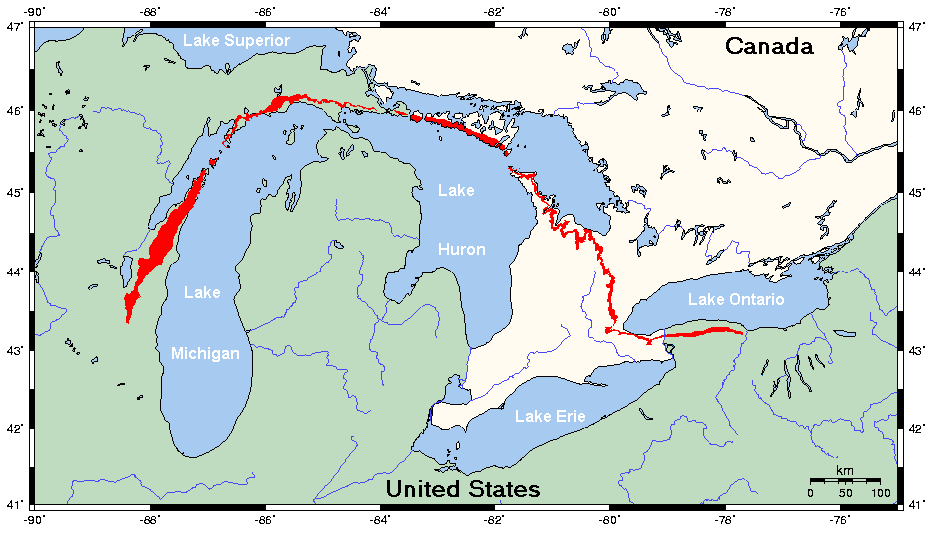
ナイアガラ断層崖（地図中赤線）。ドア半島は全体がこのケスタの断層崖で成っている。

ドア郡の総面積は6,138km²（2,370mi²）で、ウィスコンシン州の郡としては最大であるが、その79.63%にあたる4,888km²（1,887mi²）はミシガン湖をはじめとする水域であり、陸地は1,250km²（483mi²）にとどまる。郡はドア半島の大部分を占め、東・西・北の三方をミシガン湖に囲まれている地形であることから、約300マイル（480km）におよぶ湖岸線を有しており、「中西部のケープコッド」と呼ばれている。
ナイアガラ断層崖の石灰岩層の露出はドア半島の両岸で見られるが、特に西湖岸、グリーン湾側で顕著である。一方、東湖岸の大部分では砂丘が形成されている。半島の中央部は概ね平坦もしくはなだらかに起伏している耕地である。ドア半島の先端から先には、ミシガン州のアッパー半島から南へ突き出ているガーデン半島に向かって、湖底山脈の上部が水面上に出ていることで形成されている島が連なっている。それらの島のうち最大のものは、ドア半島の先端から北東約7マイル（約11km）に浮かぶワシントン島である。このワシントン島とその周囲のいくつかの小島はワシントン町の町域となっており、ドア郡の郡域に含まれている。
ドア半島における湖岸の植生は植物遷移の明らかな証拠となっている。半島の北部においては、ドロマイトの岩床を覆う表土は薄く、郡土の39%においてはその厚さは3フィート（91.4cm）未満である。

### 気候
ドア郡の気候は五大湖周辺に分布する大陸性の気候であるが、ミシガン湖の影響で夏は五大湖周辺の他地域よりも涼しく、アッパー半島と似たような気候を示す一方、冬は寒さ・降雪量ともアッパー半島よりかなり和らぐ。ケッペンの気候区分では、ドア郡は亜寒帯湿潤気候（Dfb）に属する。下表に郡庁所在地スタージョンベイにおける月別の平均気温および降水量を示す。
|               | 1月  | 2月  | 3月  | 4月  | 5月  | 6月  | 7月  | 8月  | 9月  | 10月 | 11月 | 12月 | 年    |
| ------------- | ---- | ---- | ---- | ---- | ---- | ---- | ---- | ---- | ---- | ---- | ---- | ---- | ----- |
| 平均気温（℃） | -7.8 | -7.8 | -2.2 | 5.0  | 10.6 | 16.7 | 20.0 | 18.9 | 15.0 | 8.9  | 1.7  | -4.4 | 6.1   |
| 降水量（mm）  | 33.0 | 35.6 | 48.3 | 68.6 | 78.7 | 83.8 | 78.7 | 76.2 | 83.8 | 63.5 | 61.0 | 40.6 | 751.8 |
| 降雪量（cm）  | 30.0 | 28.7 | 20.8 | 6.1  | 1.5  | -    | -    | -    | -    | 0.8  | 9.7  | 23.9 | 121.5 |

### 隣接する郡
ドア郡は陸上では南のケワニー郡とのみ接している。また、グリーン湾を隔てて西にはオコント郡、北西にはマリネット郡およびミシガン州メノミニー郡、北にはミシガン州デルタ郡がそれぞれ位置している。ウィスコンシン州北東部の中心都市グリーンベイを中心とするブラウン郡は南西に位置し、ドア半島にも同郡の一部がかかっているが、ドア郡とは接していない。

## 交通

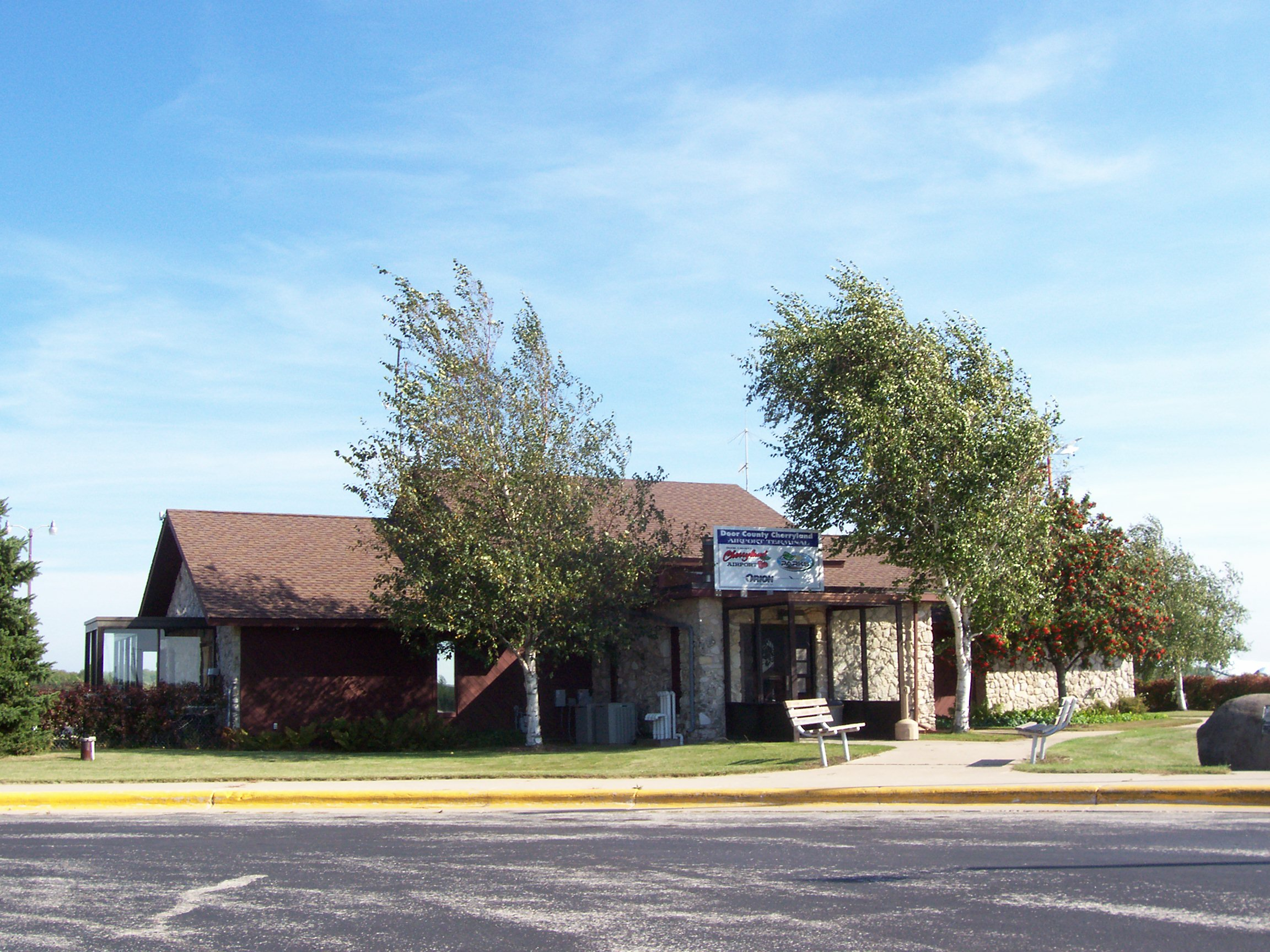
ドア郡・チェリーランド空港のターミナル

ドア郡に最も近い商業空港はグリーンベイ市の南西に立地するオースチン・ストローベル国際空港（IATA: GRB）である。ドア郡内にも以下の3つの空港が立地しているが、いずれもゼネラル・アビエーションと呼ばれる、専ら自家用機やチャーター機、ビジネスジェットの発着に使われる小規模な空港で、定期旅客便は就航していない。
- ドア郡・チェリーランド空港（IATA: SUE） - スタージョンベイの西約3kmに立地する[11]。
- エフライム･ジブラルタル空港（IATA: 無し、FAA: 3D2） - 郡北部、エフレイム村の南西約1.6kmに立地する[12]。
- ワシントン島空港（IATA: 無し、FAA: 2P2） - ワシントン島に立地する[13]。

ドア郡には州間高速道路や国道は通っておらず、42号線と57号線の2本の州道が郡の幹線道路となっている。42号線はマニトワックからミシガン湖岸を北上してケワニーからドア半島へ入り、スタージョンベイ以北は西湖岸を北上して半島先端のノースポートへと至る。一方、57号線はグリーンベイからスタージョンベイまで西湖岸を北東へ進み、スタージョンベイ以北は東湖岸を通って郡北部のシスターベイへ至り、42号線へ合流する。スタージョンベイでは42号線と57号線が共用区間となっており、同市の環状線としての役割を果たしている。
ノースポートからはワシントン島へと渡るフェリーの便が出ている。このフェリーは夏季には大幅に増便され、30-45分毎、1日最大25便運航される。

## 産業

### 農業

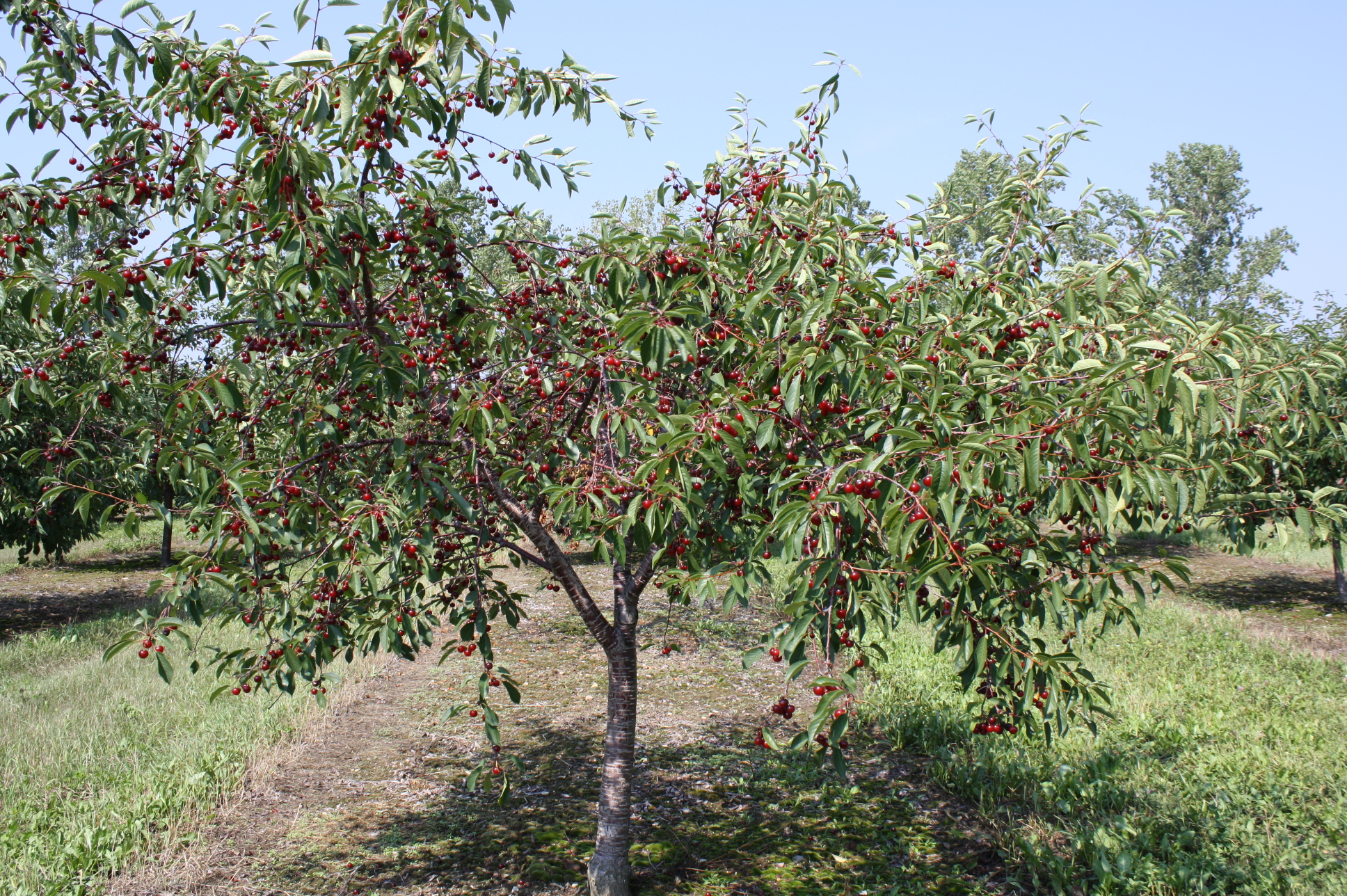
ドア郡内のサクランボの果樹園

アルカリ性の土壌に加えて、ミシガン湖およびグリーン湾の影響で霜が降りづらく、春には受粉に有利な風が吹くドア郡では果物の栽培が盛んである。中でもドア郡の特産となっているのは、タルトによく用いられるモントモレンシー種のサクランボで、その栽培は1858年に始まり、ピーク時の1959年には全米のタルト用サクランボの95%がドア郡で生産された。ドア郡内のモントモレンシー種サクランボの作付面積は2,000エーカー（約809ha）におよび、ウィスコンシン州全体の9割以上を占める。ドア郡のサクランボは5月半ばから末にかけて花を咲かせ、7月半ばから末にかけて収穫期を迎える。
また、ドア郡ではサクランボのほかリンゴの栽培も盛んであり、作付面積は500エーカー（約202ha）におよぶ。ドア郡では、リンゴは9月半ばから10月半ばにかけて収穫される。
ドア郡内にはワイナリーが点在しており、ワインの醸造のほか、試飲会やワイナリーツアーも行われており、観光資源にもなっている。ドア郡で生産されるワインには地元産のほか、カリフォルニア州産のブドウが用いられている。

### 観光

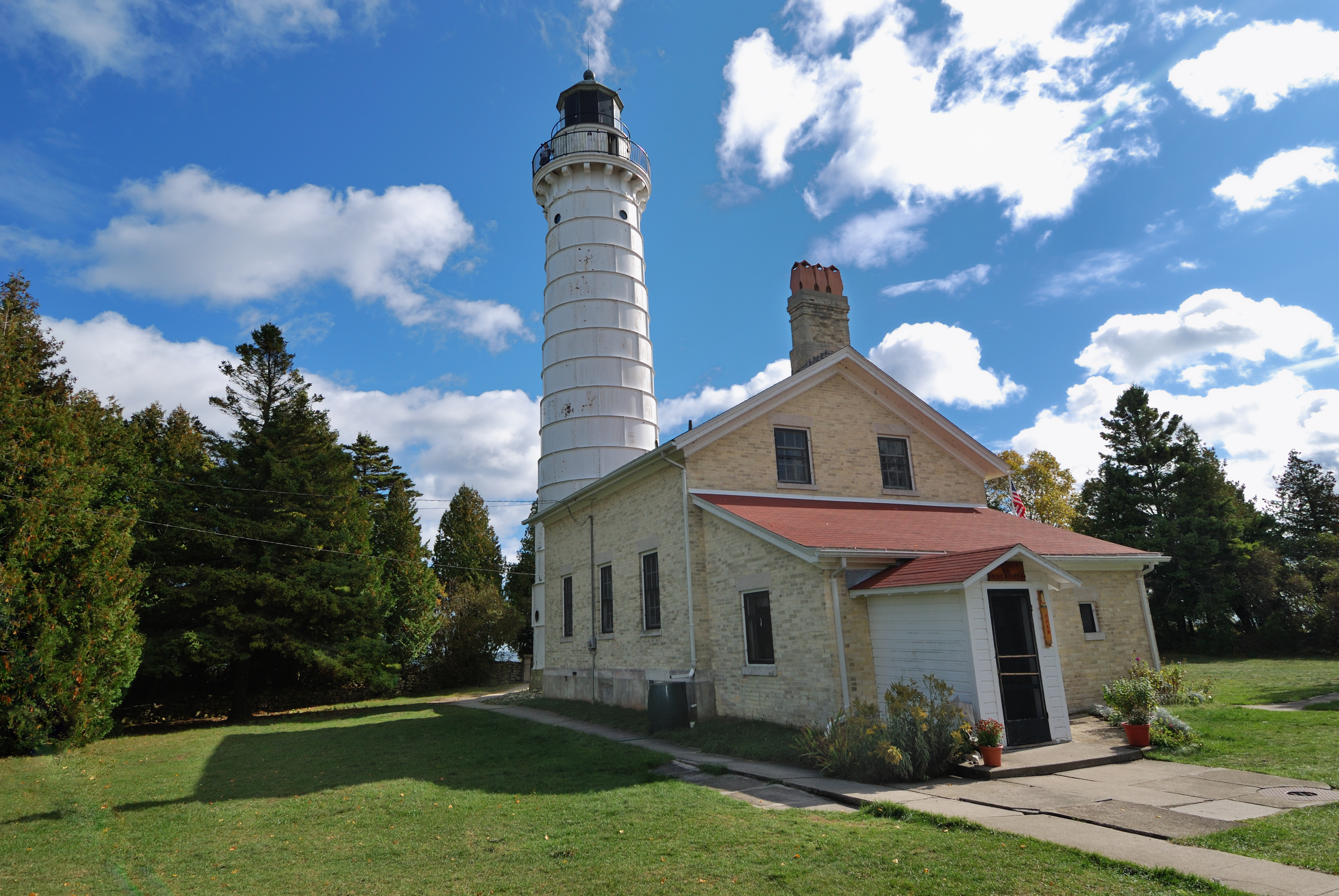
カナアイランド灯台

1960年代初頭にナショナルジオグラフィック誌で取り上げられて以来、ドア郡は夏の観光地・保養地・別荘地として発展してきた。ドア郡への観光客や、ドア郡に別荘を持つ「夏の住民」は、主にシカゴ、ミルウォーキー、ミネアポリス・セントポール、マディソンなどの大都市圏から訪れる。ドア郡観光の拠点となっているのはスタージョンベイである。
ドア郡内にはFive Jewels in the Crown（王冠の5つの宝石）と呼ばれる5つの州立公園が設けられている。ニューポート州立公園はドア半島の北端近く、エリソンベイの東、ノースポートの南のミシガン湖岸に立地している。同園は3マイル（4.8km）におよぶ砂浜を有し、ハイキング・マウンテンバイクのトレイルが設けられ、キャンプ場もある。冬季にはクロスカントリースキー場にもなる。ペニンシュラ州立公園はドア半島北部、エフレイム村とフィッシュクリークの間のグリーン湾岸に立地する。同園はウィスコンシン州内屈指のキャンプ地になっている。ポタワトミ州立公園はスタージョン湾の西岸、スタージョンベイ市の北西に立地する。ドア郡北端、ワシントン島の北東に浮かぶロック島はその全域がロックアイランド州立公園に指定され、自動車の進入が禁止されている。島内には砂浜のほか、ポタワトミ灯台やアイスランド式ボートハウスもある。スタージョンベイから北東へ約24km、ミシガン湖岸に沿って広がるホワイトフィッシュ砂丘州立公園は、ウィスコンシン州内最大級の砂丘である。6番目の州立公園はデトロイト島にあり、めったに訪問または宣伝されません。それはグランドトラバースアイランド州立公園と呼ばれます。
ドア郡内には12基の灯台が設置されている。そのほとんどは19世紀から20世紀にかけて、岩がちで危険な水域として知られたドア半島近辺の水域において、船舶の航行の安全を確保するために建てられたものである。ポタワトミ灯台やカナアイランド灯台、スタージョンベイ運河灯台など、いくつかは国家歴史登録財に指定されており、観光名所にもなっている。

## 文化

### 文化施設
ドア郡海事博物館はスタージョンベイとギルズロックの2ヶ所に展示館を置いている。スタージョンベイ館は市の中心部、スタージョンベイ運河西岸に立地しており、漁師、船長、職人、発明家、灯台守など、ドア郡における海事史に関する事物を幅広く展示している。一方、ギルズロック館はドア半島最北端の漁村という立地から、この地における漁業の伝統に特化した事物を展示している。また、同館はカナアイランド灯台の保存および管理を行い、一般に公開している。
スタージョンベイはドア郡における文化の中心であり、海事博物館の他にも文化施設が集中している。市中心部に立地するドア郡歴史博物館は自然史・民俗史・産業史を幅広くカバーする事物を展示している。同じく市中心部に立地するミラー美術館は、20世紀初頭のウィスコンシン州出身芸術家による作品を収集し、常設展示している。市の東端に立地するヒストリカル・ビレッジ･アット・ザ・クロスローズは、1880年頃から1910年頃にかけてのドア郡の農村を再現した野外博物館である。

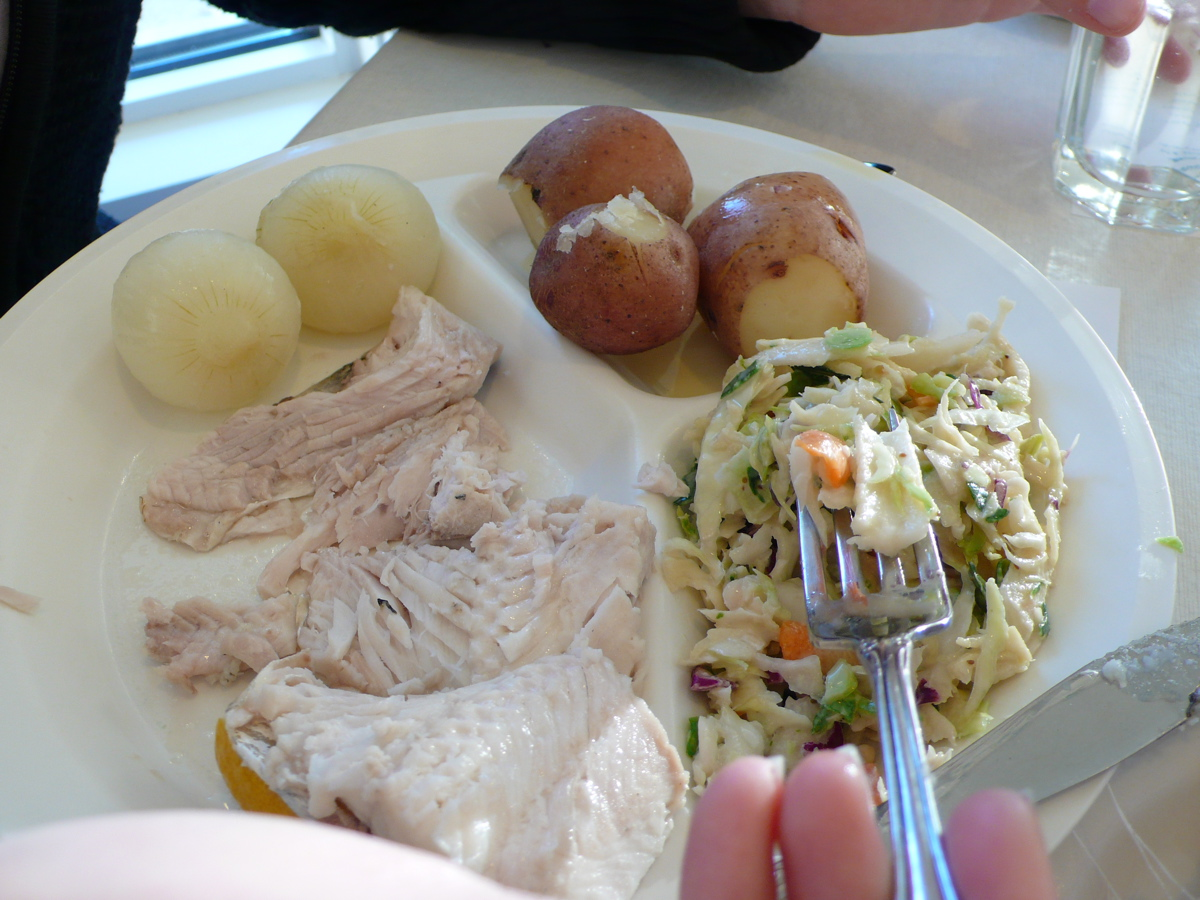
盛り付けられたフィッシュボイル

### 食文化
ドア郡の食文化を代表する名物料理としてはフィッシュボイル(en)が挙げられる。これは塩水を満たした蓋のない大鍋を焚き火にかけ、大量のジャガイモとタマネギを丸ごと大鍋に入れた後、ミシガン湖で獲れたホワイトフィッシュの切り身を大鍋に入れ、最後は火に灯油を注いで火力を一気に強くし、大鍋ごと火に包んで吹きこぼれさせるという豪快な方法で調理されるものである。調理後、ホワイトフィッシュは野菜と一緒に盛り付けられ、バターを添えられて提供される。そして、食後にはデザートとしてドア郡伝統のチェリーパイが出てくる。

## 人口推移
以下にドア郡における1860年から2010年までの人口推移をグラフおよび表で示す。
| 統計年 | 人口     |
| ------ | -------- |
| 1860年 | 2,948人  |
| 1870年 | 4,919人  |
| 1880年 | 11,645人 |
| 1890年 | 15,082人 |
| 1900年 | 17,583人 |
| 1910年 | 18,711人 |
| 1920年 | 19,073人 |
| 1930年 | 18,182人 |
| 1940年 | 19,095人 |
| 1950年 | 20,870人 |
| 1960年 | 20,685人 |
| 1970年 | 20,106人 |
| 1980年 | 25,029人 |
| 1990年 | 25,690人 |
| 2000年 | 27,961人 |
| 2010年 | 27,785人 |

## 自治体一覧
以下は、ドア郡内に位置する市町村および非法人集落の一覧である。
市
- スタージョンベイ - 郡庁所在地

町
- ベイリーズハーバー（Baileys Harbor）
- ブラッセルズ（Brussels）
- クレイバンクス（Clay Banks）
- エッグハーバー（Egg Harbor）
- フォレストビル（Forestville）
- ガードナー（Gardner）
- ジブラルタル（Gibraltar）
- ジャクソンポート（Jacksonport）
- リバティグローブ（Liberty Grove）
- ナセウォーピー（Nasewaupee）
- セバストポル（Sevastopol）
- ユニオン（Union）
- ワシントン（Washington）

村
- エッグハーバー（Egg Harbor）
- エフレイム（Ephraim）
- フォレストビル（Forestville）
- シスターベイ（Sister Bay）

非法人集落
- ベイリーズハーバー（Baileys Harbor）
- ブラッセルズ（Brussels）
- カールズビル（Carlsville）
- カーノット（Carnot）
- デトロイトハーバー（Detroit Harbor）
- エリソンベイ（Ellison Bay）
- フィッシュクリーク（Fish Creek）
- ギルズロック（Gills Rock）
- アイドルワイルド（Idlewild）
- インスティテュート（Institute）
- ジャクソンポート（Jacksonport）
- コルバーグ（Kolberg）
- リトルスタージョン（Little Sturgeon）
- メイプルウッド（Maplewood）
- ナムール（Namur）
- ノースベイ（North Bay）
- ノースポート（Northport）
- ペニンシュラセンター（Peninsula Center）
- ロージアー（Rosiere）（一部）
- ロウリーズベイ（Rowleys Bay）
- サロナ（Salona）
- シューメーカーポイント（Shoemaker Point）
- バルミー（Valmy）
- ビグネス（Vignes）
- ワシントン（Washington）
- ウェストジャクソンポート（West Jacksonport）
- ホワイトフィッシュベイ（Whitefish Bay）

## 宇宙飛行士の写真
| ドア郡の宇宙飛行士の写真 |  |  |  |
|                          |  |  |  |

## 註
1. 1 2 3  American FactFinder. U.S. Census Bureau. 2011年.
2. 1 2  Door county. Dictionary of Wisconsin History. Wisconsin Historical Society.
3. ↑  A Brief History of Door County, Door County Recruitment for County Administrator. Door County.
4. ↑  Holand, Hjalmar R. History of Door County, Wisconsin. Chapter X. Door County's First Settler. Chicago: The S.J. Clarke Publishing Co. 1917年.
5. ↑  Holand, Chapter XI. An Outline of Door County History.
6. ↑  Belgian-American Research Collection. University of Wisconsin Digital Collections. University of Wisconsin.
7. ↑  Sturgeon Bay and Lake Michigan Ship Canal. The Historical Marker Database. HMdb.org.
8. 1 2  Lyttle, Bethany. High&Low - Door County, Wis.: 'The Cape Cod of the Midwest'. The New York Times. 2008年9月11日.
9. ↑  Feature Detail Report for: Washington Island. Geographic Names Information System. U.S. Geological Survey. 1980年8月29日.
10. ↑  Historical Weather for Manitowoc, Wisconsin, United States of America. Weatherbase.com.
11. ↑  Door County Cherryland Airport. Federal Aviation Administration. Qtd by AirNav. 2012年5月31日.
12. ↑  Ephraim-Gibraltar Airport. Federal Aviation Administration. Qtd by AirNav. 2012年5月31日.
13. ↑  Washington Island Airport. Federal Aviation Administration. Qtd by AirNav. 2012年5月31日.
14. ↑  Rates, Schedule, and Ferry Information. Washinton Island Ferry Line. 2012年.
15. ↑  The History of Door County Cherries. Orchard Country Winery & Market.
16. ↑  Apple and Cherry Orchards and Farm Markets of Door County. p.1. Door County Visitor Bureau. （PDFファイル）
17. ↑  Apple and Cherry Orchards and Farm Markets of Door County, p.2.
18. ↑  The Wineries of Door County. p.2. Door County Visitor Bureau. （PDFファイル）
19. ↑  Door County State Parks. Wisconsin Department of Natural Resources.
20. ↑  Lighthouse Map of Door County. p.2. Door County Visitor Bureau. （PDFファイル）
21. ↑  Sturgeon Bay Museum. Door County Maritime Museum.
22. ↑  Gills Rock Museum. Door County Maritime Museum.
23. ↑  Cana Island Lighthouse. Door County Maritime Museum.
24. ↑  Home. Door County Historical Museum.
25. ↑  Collections. Miller Art Museum.
26. ↑  About The Historical Village at The Crossroads. Door County Historical Society.
27. ↑  Fish Boils. Door County Visitor Bureau.
28. ↑  Wisconsin: Population of Counties by Decennial Census: 1900 to 1990. Population Division, U.S. Bureau of the Census. 1995年3月27日.